# Besneville
Besneville är en kommun i departementet Manche i regionen Normandie i norra Frankrike. Kommunen ligger i kantonen Saint-Sauveur-le-Vicomte som tillhör arrondissementet Cherbourg. År 2022 hade Besneville 662 invånare.

## Befolkningsutveckling
Antalet invånare i kommunen Besneville
| Referens: INSEE |